# Saihai

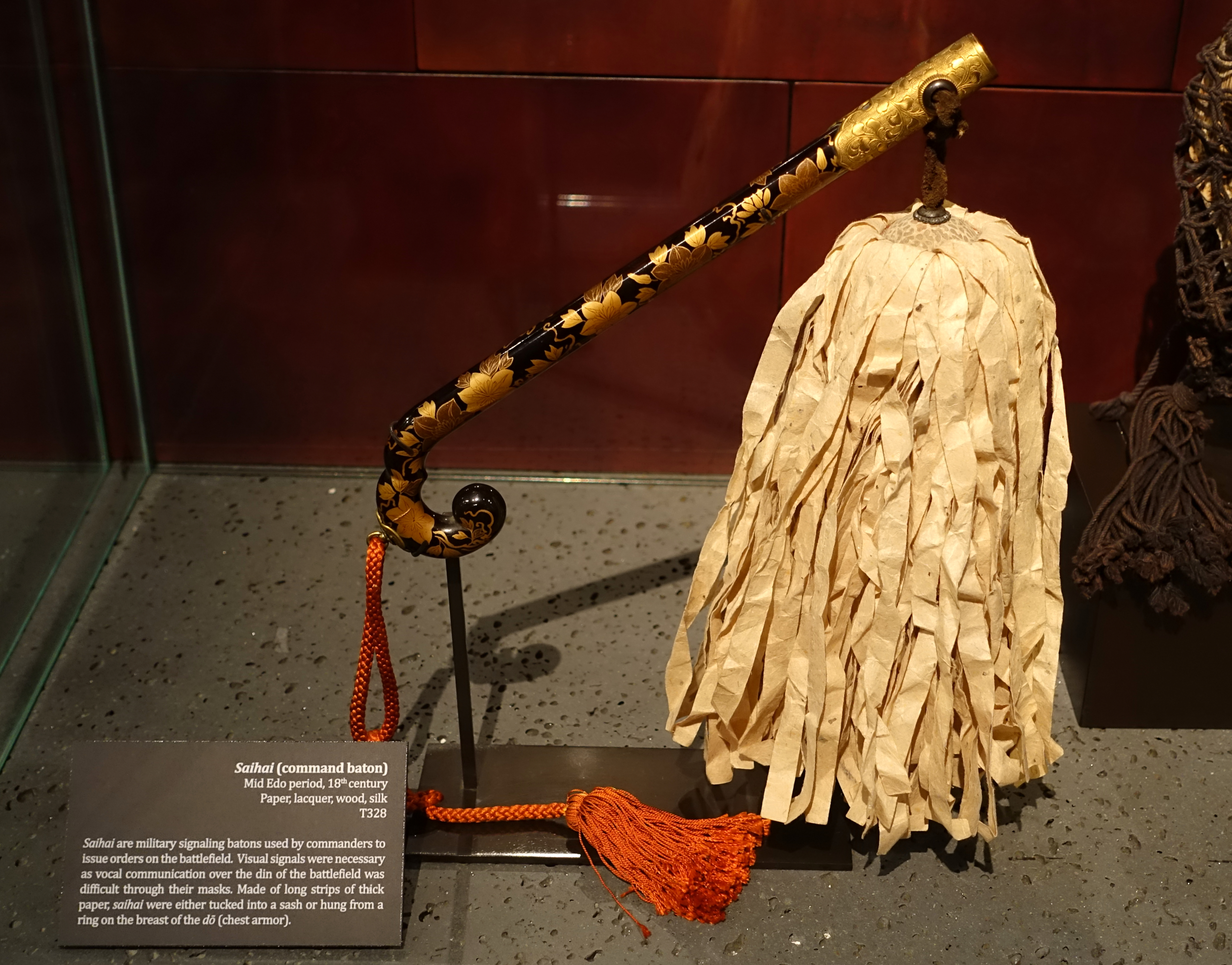
Saihai de mediados del período Edo.

Un saihai (采 配?) es un bastón que llevaban los comandantes samuráis en el Japón feudal. Posteriormente han sido utilizados por los kannushi en entornos formales. El saihai era un signo de rango y sirvió para la señalización de las tropas.

## Usos

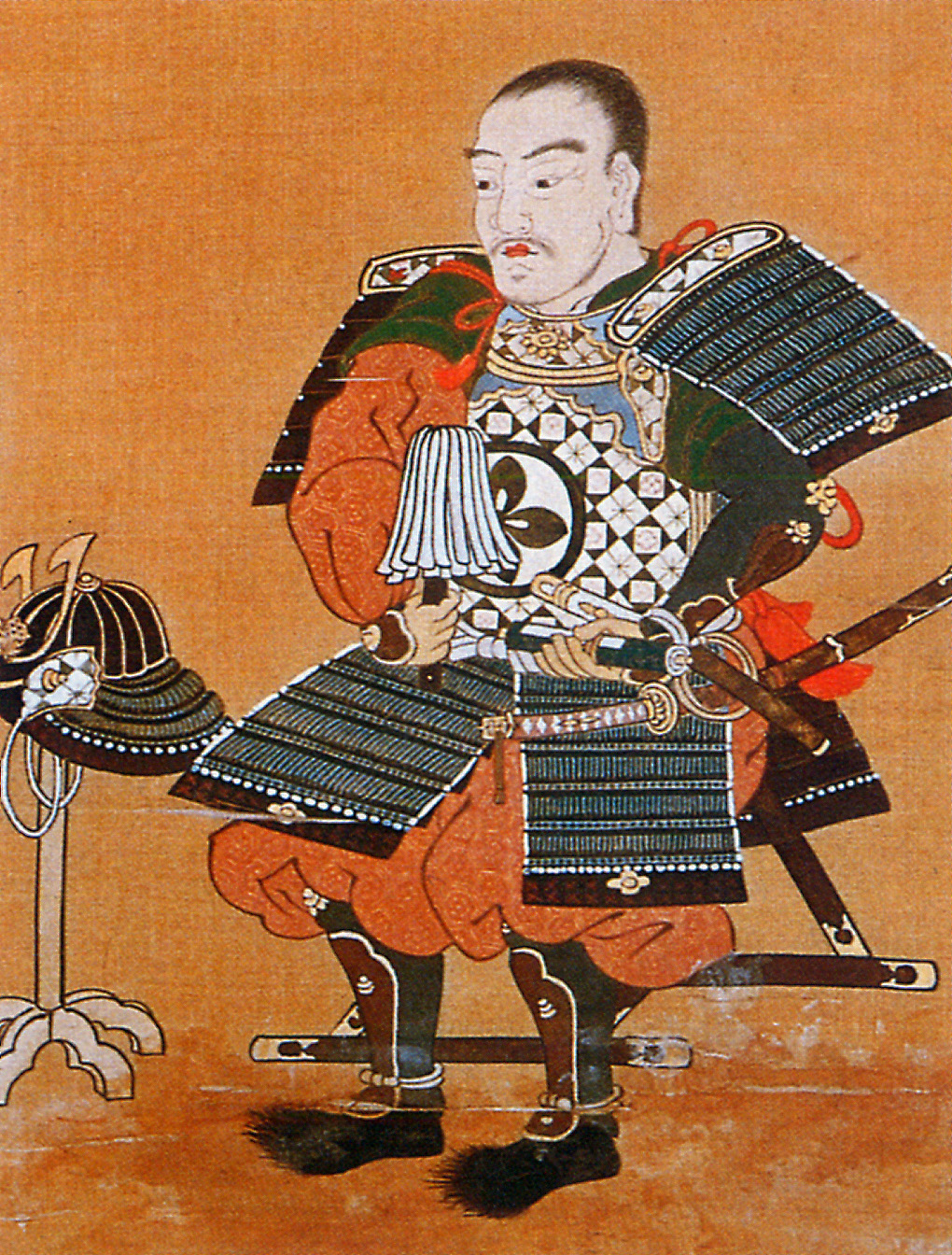
El samurái Ōta Dōkan portando un saihai.

El saihai entró en uso por primera vez durante las décadas de 1570 y 1590, entre los períodos de los años Genki y Tensho. Su empleo fue motivado por los grandes movimientos de tropas y las tácticas mejoradas y variadas, que requerían que los comandantes en la retaguardia pudieran señalar y dar órdenes a sus soldados durante una batalla.

## Descripción

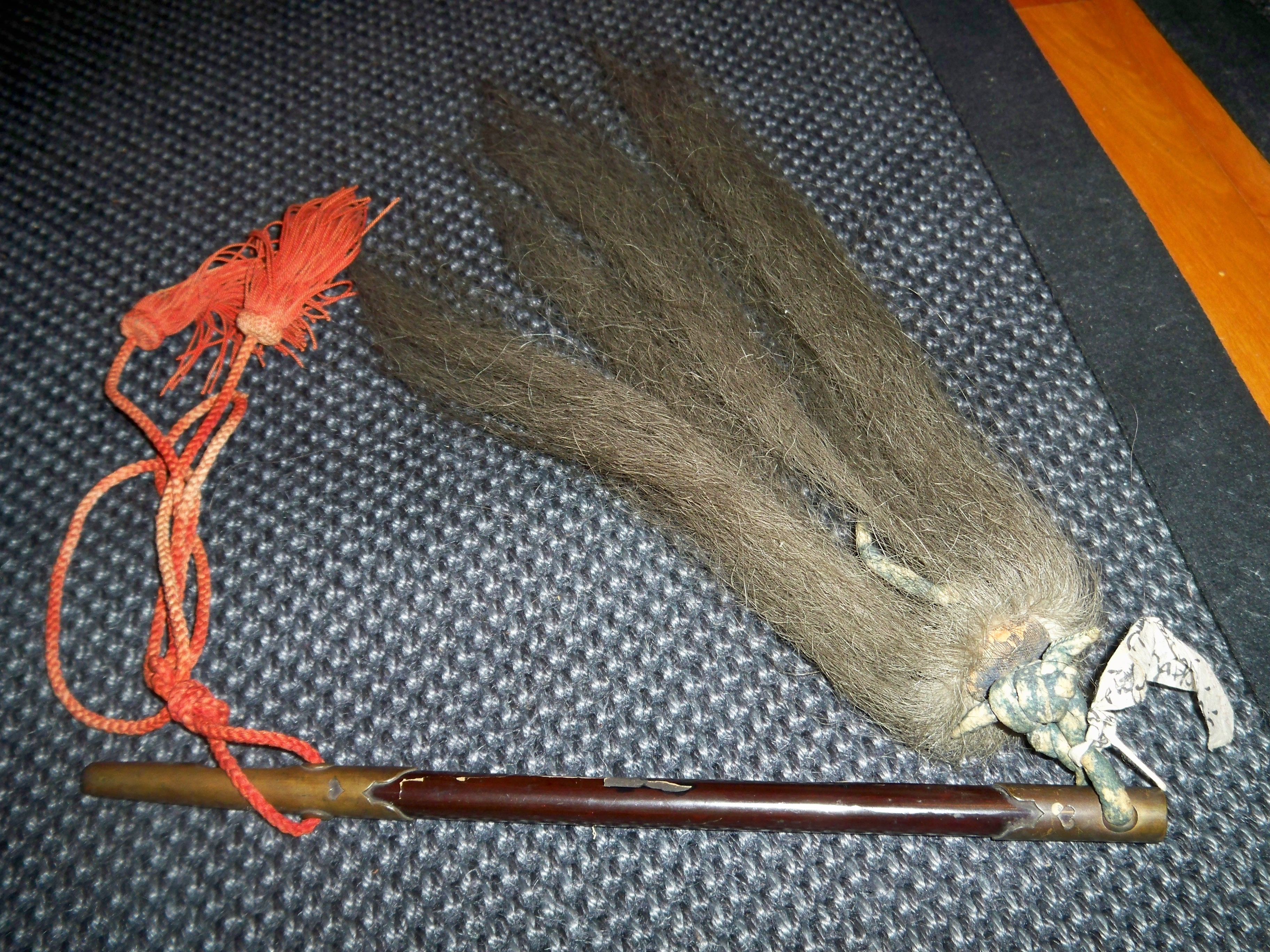
Saihai de pelo de yak.

Un saihai generalmente consiste en un palo de madera lacada con extremos de metal. La culata cuenta con un agujero para una cuerda con la finalidad de que se colgara de la armadura del samurái cuando no se usaba. La cabeza del saihai presenta un agujero con un cordón sujeto a una borla de tiras de papel lacado, cuero, tela o pelo de yak.